# Алекс Валера
Алекс Валера (ісп. Alex Valera, нар. 16 травня 1996, Ламбаєке) — перуанський футболіст, нападник клубу «Універсітаріо де Депортес».
Виступав, зокрема, за клуби «Пірата» та «Депортіво Льякуабамба», а також національну збірну Перу.

## Клубна кар'єра
У дорослому футболі дебютував 2016 року виступами за команду «Пірата». 
Своєю грою за цю команду привернув увагу представників тренерського штабу клубу «Карлос Стеїн», до складу якого приєднався 2017 року. Відіграв за Відіграв за наступні жодного сезонів своєї ігрової кар'єри.
У 2018 році повернувся до клубу «Пірата». Цього разу провів у складі його команди жодного сезонів. 
З 2019 року жодного сезонів захищав кольори клубу «Депортіво Гарсіласо». 
З 2019 року один сезон захищав кольори клубу «Депортіво Льякуабамба». 
До складу клубу «Універсітаріо де Депортес» приєднався 2021 року. Станом на 30 червня 2022 року відіграв за команду з Ліми 38 матчів в національному чемпіонаті.

## Виступи за збірну
У 2020 році дебютував в офіційних матчах у складі національної збірної Перу.
| Дата      | Місто                    | Господарі | Результат               | Гості    | Турнір                       | Голи | Примітки |
| --------- | ------------------------ | --------- | ----------------------- | -------- | ---------------------------- | ---- | -------- |
| 18-6-2021 | Ріо-де-Жанейро           | Бразилія  | 4 – 0                   | Перу     | Копа Америка 2021 - 1-й етап | -    | 67'      |
| 27-6-2021 | Бразиліа                 | Венесуела | 0 – 1                   | Перу     | Копа Америка 2021 - 1-й етап | -    | 83'      |
| 16-1-2022 | Ліма                     | Перу      | 1 – 1                   | Панама   | товариський матч             | 1    |          |
| 21-1-2022 | Ліма                     | Перу      | 3 – 0                   | Ямайка   | товариський матч             | 1    | 65'      |
| 1-2-2022  | Ліма                     | Перу      | 1 – 1                   | Еквадор  | Відбір до ЧС 2022            | -    | 61'      |
| 24-3-2022 | Монтевідео               | Уругвай   | 1 – 0                   | Перу     | Відбір до ЧС 2022            | -    | 77'      |
| 29-3-2022 | Ліма                     | Перу      | 2 – 0                   | Парагвай | Відбір до ЧС 2022            | -    | 86'      |
| 13-6-2022 | Ер-Райян (муніципалітет) | Австралія | 0 – 0 д.ч. (5 – 4 п.п.) | Перу     | Відбір до ЧС 2022            | -    | 116'     |
| Усього    |                          | Матчів    | 8                       |          | Голів                        | 2    |          |